# Хэшань (Гуанси)
Хэша́нь (кит. упр. 兴宾, пиньинь Xīngbīn) — городской уезд городского округа Лайбинь Гуанси-Чжуанского автономного района (КНР).

## История
Во времена империи Сун в 1020 году был создан уезд Цяньцзян (迁江县).
После вхождения этих мест в состав КНР в конце 1949 года был образован Специальный район Умин (武鸣专区), и уезд вошёл в его состав. В январе 1951 года Специальный район Умин был расформирован, и уезд Цяньцзян был передан в состав Специального района Наньнин (南宁专区), а в августе того же года он перешёл в состав Специального района Лючжоу (柳州专区). В ноябре 1952 года уезд Цяньцзян был присоединён к уезду Лайбинь (来宾县). В декабре 1952 года в провинции Гуанси был создан Гуйси-Чжуанский автономный район (桂西壮族自治区), и Специальный район Лючжоу вошёл в его состав.
В 1953 году Специальный район Лючжоу был расформирован, и эти места перешли в состав Специального района Ишань (宜山专区) Гуйси-Чжуанского автономного района провинции Гуанси. В 1956 году Гуйси-Чжуанский автономный район был переименован в Гуйси-Чжуанский автономный округ (桂西僮族自治州).
В 1958 году автономный округ был упразднён, а вся провинция Гуанси была преобразована в Гуанси-Чжуанский автономный район; при этом был расформирован Специальный район Ишань, и уезд Лайбинь перешёл в состав воссозданного Специального района Лючжоу.
В 1971 году Специальный район Лючжоу был переименован в Округ Лючжоу (柳州地区).
В июне 1981 года из уезда Лайбинь был выделен городской уезд Хэшань.
19 ноября 2002 года Округ Лючжоу был расформирован, и городской уезд перешёл в состав нового городского округа Лайбинь.

## Административное деление
Городской уезд делится на 1 посёлок и 2 волости.